# 사울 니게스
사울 니게스 에스클라페스(스페인어: Saúl Ñíguez Esclápez, 1994년 11월 21일 ~ )는 흔히 사울(Saúl)이라 불리는 스페인의 국가 대표 축구 선수이다. 현재 캄페오나투 브라질레이루 세리이 A의 플라멩구에서 뛰고 있으며, 활동하는 포지션은 중앙 미드필더 혹은 수비형 미드필더이다.
사울의 아버지인 호세 안토니오 니게스는 80년대 엘체 CF에서 활약한 중앙 공격수이며, 사울의 형제인 아론 니게스와 조나탄 니게스 또한 축구 선수이다.

## 클럽 경력

### 유소년 시절
스페인 발렌시아 지방 알리칸테 주 엘체에서 태어난 사울은 레알 마드리드 CF의 유소년 팀에서 축구를 시작하였고, 13세가 되던 해에 아틀레티코 마드리드의 유소년 팀으로 옮겼다.

### 아틀레티코 마드리드
사울은 2010-11 시즌 스페인 3부 리그 세군다 디비시온 B의 아틀레티코 마드리드 B팀에서 성인 무대 데뷔전을 치렀다. 2011년 여름, 프리 시즌 기간 동안 사울은 아틀레티코의 A팀에 합류했다. 2012년 3월 8일 사울이 17세가 되던 해에, UEFA 유로파리그 베식타시 JK와의 경기에 교체 출전하며, A팀에서의 데뷔를 이뤄냈다.
2013년 4월 21일 사울은 세비야 FC와의 경기에서 코케와 교체 투입되면서, 라리가 데뷔 무대를 가졌다.

#### 라요 바예카노로의 임대
2013년 7월 21일 사울은 라요 바예카노로 1년 임대를 떠났다.

#### 아틀레티코 마드리드로의 복귀
2014년 여름 사울은 아틀레티코 마드리드로 복귀했으며, 수페르코파 데 에스파냐에서 레알 마드리드 CF를 상대로 한 경기에 선발로 투입되었다. 2015년 2월 7일 마드리드 더비에서 사울은 코케와 교체 투입되었고, 바이시클 킥으로 팀의 두번째 골에 기여하였다. 2015-16 시즌을 앞두고 마리오 수아레스와 티아구 멘데스가 떠나면서 시메오네 사단의 핵심 미드필더로 부상하였다.
2016년 4월 27일 UEFA 챔피언스리그 4강 1차전 FC 바이에른 뮌헨과의 경기에서 결승골을 득점하였다. 2017년 7월 1일 사울은 아틀레티코 마드리드와 9년 재계약에 합의하였다.

#### 첼시로 임대
사울은 이적시장 마감 직전인 2021년 9월 1일(한국시간)에 아틀레티코 마드리드에서 첼시로 1년 임대 이적하였다.

## 국가대표 경력

### 스페인 연령별 대표팀
사울 니게스는 스페인의 연령별 대표팀에 고루 출전하였다. 2012년 펼쳐진 UEFA U-19 축구 선수권 대회에서 우승을 차지했으며, 2017년 펼쳐진 UEFA U-21 축구 선수권 대회에서는 준우승을 차지했다. 이 대회에서 사울은 대회 베스트 11에 선정되기도 하고, 골든 부츠를 수상하기도 하였다. 사울은 전 스페인 연령별 대표팀에서 총 47경기에 출전하였다.

### 스페인 성인 대표팀
2015년 5월 26일 UEFA 유로 2016 예선에서 맞붙을 벨로루시와 코스타리카와의 친선 경기를 위해 대표팀에 소집되었다. 그러나 사울은 이 때 국가 대표 데뷔전을 갖지 못했고, UEFA 유로 2016 최종 스쿼드에 합류하지 못했다.
2016년 9월 1일 벨기에와의 친선 경기에 교체 투입되며 A매치 데뷔전을 가졌다.

## 기록

### 구단
2025년 1월 18일 기준
| 시즌                     | 구단                     | 리그                     | 리그 | 리그 | FA컵 | FA컵 | 대륙대회 | 대륙대회 | 기타 | 기타 | 총합 | 총합 |
| 시즌                     | 구단                     | 디비전                   | 출장 | 득점 | 출장 | 득점 | 출장     | 득점     | 출장 | 득점 | 출장 | 득점 |
| ------------------------ | ------------------------ | ------------------------ | ---- | ---- | ---- | ---- | -------- | -------- | ---- | ---- | ---- | ---- |
| 2010-11                  | 아틀레티코 마드리드 B    | 세군다 B                 | 22   | 1    | —    | —    | —        | —        | —    | —    | 22   | 1    |
| 2011-12                  | 아틀레티코 마드리드 B    | 세군다 B                 | 22   | 1    | —    | —    | —        | —        | —    | —    | 22   | 1    |
| 2012-13                  | 아틀레티코 마드리드 B    | 세군다 B                 | 26   | 6    | —    | —    | —        | —        | —    | —    | 26   | 6    |
| 2013-14                  | 라요 바예카노 (임대)     | 라리가                   | 34   | 2    | 3    | 0    | —        | —        | —    | —    | 37   | 2    |
| 2011-12                  | 아틀레티코 마드리드      | 라리가                   | 0    | 0    | 0    | 0    | 1        | 0        | —    | —    | 1    | 0    |
| 2012-13                  | 아틀레티코 마드리드      | 라리가                   | 2    | 0    | 2    | 0    | 7        | 0        | 0    | 0    | 11   | 0    |
| 2014-15                  | 아틀레티코 마드리드      | 라리가                   | 24   | 4    | 4    | 0    | 5        | 0        | 2    | 0    | 35   | 4    |
| 2015-16                  | 아틀레티코 마드리드      | 라리가                   | 31   | 4    | 4    | 2    | 13       | 3        | —    | —    | 48   | 9    |
| 2016-17                  | 아틀레티코 마드리드      | 라리가                   | 33   | 4    | 8    | 1    | 12       | 4        | —    | —    | 53   | 9    |
| 2017-18                  | 아틀레티코 마드리드      | 라리가                   | 36   | 2    | 5    | 0    | 15       | 4        | —    | —    | 56   | 6    |
| 2018-19                  | 아틀레티코 마드리드      | 라리가                   | 33   | 4    | 3    | 0    | 8        | 1        | 1    | 1    | 45   | 6    |
| 2019-20                  | 아틀레티코 마드리드      | 라리가                   | 35   | 6    | 1    | 0    | 9        | 1        | 2    | 0    | 47   | 7    |
| 2020-21                  | 아틀레티코 마드리드      | 라리가                   | 33   | 2    | 2    | 0    | 6        | 0        | —    | —    | 41   | 2    |
| 2021-22                  | 아틀레티코 마드리드      | 라리가                   | 3    | 0    | —    | —    | —        | —        | —    | —    | 3    | 0    |
| 2021-22                  | 첼시 (임대)              | PL                       | 10   | 0    | 7    | 1    | 5        | 0        | 1    | 0    | 23   | 1    |
| 2022-23                  | 아틀레티코 마드리드      | 라리가                   | 31   | 3    | 2    | 0    | 5        | 0        | —    | —    | 38   | 3    |
| 2023-24                  | 아틀레티코 마드리드      | 라리가                   | 34   | 1    | 4    | 0    | 10       | 1        | 1    | 0    | 49   | 2    |
| 2024-25                  | 세비야                   | 라리가                   | 9    | 1    | 2    | 0    | —        | —        | —    | —    | 11   | 1    |
| 아틀레티코 마드리드 통산 | 아틀레티코 마드리드 통산 | 아틀레티코 마드리드 통산 | 295  | 30   | 35   | 3    | 91       | 14       | 6    | 1    | 427  | 48   |
| 커리어 통산              | 커리어 통산              | 커리어 통산              | 418  | 41   | 47   | 4    | 96       | 14       | 7    | 1    | 568  | 60   |

## 수상

### 구단

#### 아틀레티코 마드리드
- 라리가 : 2020-21
- 수페르코파 데 에스파냐 : 2014
- UEFA 유로파리그 : 2017-18
- UEFA 슈퍼컵 : 2018
- UEFA 챔피언스리그 : 준우승 (2015-16)

#### 첼시
- FIFA 클럽 월드컵 : 2021

### 국가대표

#### 스페인
- UEFA U-19 축구 선수권 대회 : 2012

### 개인
- UEFA U-19 축구 선수권 대회 베스트 : 2012
- UEFA U-21 축구 선수권 대회 득점왕 : 2017
- UEFA U-21 축구 선수권 대회 베스트 : 2017
- UEFA 유로파리그 시즌의 스쿼드 : 2017-18